# Kyriakoúlis Mavromichális (militaire)
Pour les articles homonymes, voir Mavromichalis.
Kyriakoúlis Mavromichális (grec moderne : Κυριακούλης Μαυρομιχάλης) est né à Limeni, dans le Magne, à une date inconnue et est mort au combat en 1822 à Splantza, dans l’actuel nome de Préveza. Frère de Petrobey, c’est un combattant de la guerre d’indépendance grecque et il se distingue notamment lors de la bataille de Valtetsi.